# Grand Prix Formule 1 van Brazilië 1986
De Grand Prix Formule 1 van Brazilië 1986 werd gehouden op 21 maart 1986 in Jacarepagua.

## Uitslag
| Positie | Nr | Rijder             | Team                   | Ronden | Tijd/Opgave    | Startplaats | Punten |
| ------- | -- | ------------------ | ---------------------- | ------ | -------------- | ----------- | ------ |
| 1       | 6  | Nelson Piquet      | Williams-Honda         | 61     | 1:39:32.583    | 2           | 9      |
| 2       | 12 | Ayrton Senna       | Lotus-Renault          | 61     | + 34.827       | 1           | 6      |
| 3       | 26 | Jacques Laffite    | Ligier-Renault         | 61     | + 59.759       | 5           | 4      |
| 4       | 25 | René Arnoux        | Ligier-Renault         | 61     | + 1:28.429     | 4           | 3      |
| 5       | 3  | Martin Brundle     | Tyrrell-Renault        | 60     | + 1 Ronde      | 17          | 2      |
| 6       | 20 | Gerhard Berger     | Benetton-BMW           | 59     | + 2 Rondes     | 16          | 1      |
| 7       | 4  | Philippe Streiff   | Tyrrell-Renault        | 59     | + 2 Rondes     | 18          |        |
| 8       | 8  | Elio de Angelis    | Brabham-BMW            | 58     | + 3 Rondes     | 14          |        |
| 9       | 11 | Johnny Dumfries    | Lotus-Renault          | 58     | + 3 Rondes     | 11          |        |
| 10      | 19 | Teo Fabi           | Benetton-BMW           | 56     | + 5 Rondes     | 12          |        |
| NF      | 18 | Thierry Boutsen    | Arrows-BMW             | 37     | Uitlaat        | 15          |        |
| NF      | 27 | Michele Alboreto   | Ferrari                | 35     | Benzinesysteem | 6           |        |
| NF      | 1  | Alain Prost        | McLaren-TAG            | 30     | Motor          | 9           |        |
| NF      | 22 | Christian Danner   | Osella-Alfa Romeo      | 29     | Motor          | 24          |        |
| NF      | 28 | Stefan Johansson   | Ferrari                | 26     | Remmen         | 8           |        |
| NF      | 16 | Patrick Tambay     | Lola-Hart              | 24     | Batterij       | 13          |        |
| NF      | 7  | Riccardo Patrese   | Brabham-BMW            | 21     | Waterlek       | 10          |        |
| NF      | 14 | Jonathan Palmer    | Zakspeed               | 20     | Motor          | 21          |        |
| NF      | 17 | Marc Surer         | Arrows-BMW             | 19     | Motor          | 20          |        |
| NF      | 24 | Alessandro Nannini | Minardi-Motori Moderni | 18     | Koppeling      | 25          |        |
| NF      | 23 | Andrea de Cesaris  | Minardi-Motori Moderni | 16     | Turbo          | 22          |        |
| NF      | 21 | Piercarlo Ghinzani | Osella-Alfa Romeo      | 16     | Motor          | 23          |        |
| NF      | 2  | Keke Rosberg       | McLaren-TAG            | 6      | Motor          | 7           |        |
| NF      | 15 | Alan Jones         | Lola-Hart              | 5      | Injectie       | 19          |        |
| NF      | 5  | Nigel Mansell      | Williams-Honda         | 0      | Spin           | 3           |        |

## Statistieken
| Pole-position | Ayrton Senna  | Lotus-Renault  | 1:25.501 |
| Snelste ronde | Nelson Piquet | Williams-Honda | 1:33.546 |

## Noot
- Dit was het debuut van de Italiaanse coureur (en toekomstig Grand Prix-winnaar) Alessandro Nannini en de Britse coureur Johnny Dumfries.
- Honderdste Grand Prix-start voor een Finse coureur.
- Tiende podiumplaats voor Ayrton Senna.

1972 · 1973 · 1974 · 1975 · 1976 · 1977 · 1978 · 1979 · 1980 · 1981 · 1982 · 1983 · 1984 · 1985 · 1986 · 1987 · 1988 · 1989 · 1990 · 1991 · 1992 · 1993 · 1994 · 1995 · 1996 · 1997 · 1998 · 1999 · 2000 · 2001 · 2002 · 2003 · 2004 · 2005 · 2006 · 2007 · 2008 · 2009 · 2010 · 2011 · 2012 · 2013 · 2014 · 2015 · 2016 · 2017 · 2018 · 2019